# Echiophis punctifer
Echiophis punctifer är en fiskart som först beskrevs av Kaup, 1860.  Echiophis punctifer ingår i släktet Echiophis och familjen Ophichthidae. Inga underarter finns listade i Catalogue of Life.